# فينتشنزو غراسي
فينتشنزو غراسي (بالإيطالية: Vincenzo Grassi)‏ هو مصارع هاوي إيطالي، ولد في 17 نوفمبر 1938 في نابولي في إيطاليا.

## وصلات خارجية
- فينتشنزو غراسي على موقع قاعدة بيانات المصارعة الدولية (الإنجليزية)
- فينتشنزو غراسي على موقع اللجنة الأولمبية الدولية (الإنجليزية)
- فينتشنزو غراسي على موقع أوليمبيديا (الإنجليزية)